# Saccolabiopsis tenella
Saccolabiopsis tenella är en orkidéart som först beskrevs av Oakes Ames, och fick sitt nu gällande namn av Leslie Andrew Garay. Saccolabiopsis tenella ingår i släktet Saccolabiopsis och familjen orkidéer.
Artens utbredningsområde är Filippinerna. Inga underarter finns listade i Catalogue of Life.